# Senyoriu
El senyoriu o la senyoria és una institució pròpia de l'edat mitjana i l'edat moderna a Europa. Fa que sigui possible un lligam econòmic i jurisdiccional d'una població a un individu, una persona amb títol nobiliari que no ha de ser necessàriament qui té la sobirania del país. Una de les formes d'exercir la senyoria és el feu. Els títols nobiliaris tenen en aquest context terres vinculades que no es podien vendre ni comprar.
La senyoria és un conjunt de terres, és a dir de propietats immobles, de drets i de censos. En certa manera és hereva de la villa del Baix imperi romà i alhora és un resultat de la fragmentació del poder públic que s'esdevingué vers l'any 1000. La senyoria era el marc privilegiat en el qual l'aristocràcia medieval assegurava la preeminència social, econòmica i política. La limitació de les prerrogatives senyorials és la manera com el poder dels estats es va refermar al final de l'època medieval i en l'època moderna. A la Península ibèrica, arran del procés de conquesta de les terres andalusines, el règim senyorial es va estendre als territoris conquerits.
La seva pervivència en el temps (fins al segle xix) i el seu caràcter de base econòmica de la posició social de la noblesa, sobretot després de perdre aquesta el seu poder polític davant la monarquia, van posar al senyoriu en l'eix que articulava els sistemes social, econòmic i polític, pel que pot considerar-se que tots ells formaven part d'un règim senyorial que va caracteritzar l'Antic règim. A l'esta espanyol va ser abolit per la Constitució de 1812.

## Senyoriu territorial i jurisdiccional
La historiografia diferència dins del senyoriu dues categories: el senyoriu territorial o senyoriu pairal, que seria el més similar al feu, i el senyoriu jurisdiccional, en què les prerrogatives del senyor són fonamentalment el cobrament dels drets senyorials d'origen polític i judicial. Encara que teòricament aquesta diferenciació és molt confusa, es va donar tant en la pràctica com en la documentació històrica. Cosa lògica, perquè la confusió de drets i jurisdiccions és una de les característiques del feudalisme.
El senyor territorial té en teoria una vinculació més estreta amb la terra, i la seva forma típica d'extreure l'excedent és mitjançant prestacions de treball, o pagaments en espècie o diners (d'escassa circulació). D'una manera subtil, el senyor jurisdiccional té en canvi una diferent relació amb la terra (el domini eminent, quedant al servent el domini útil), encara que en el fons també realitzi l'extracció de l'excedent mitjançant una coerció extraeconómica (en termes del materialisme històric). Allò fonamental per al senyor és la percepció de la renda de la terra; les vies d'obtenir-la eren innombrables, ja que mitjançant un conjunt difús de drets senyorials aconseguia gravar qualsevol moviment de la producció o augments de la prosperitat dels pagesos (drets de pas, de pontatge, de portatge, per l'explotació dels boscos, dels rius, monopolis del molí, de les ferreries, de la taverna, etc.), al que cal afegir els cobraments derivats de la jurisdicció (multes, penes de cambra, tot tipus d'imposts cedits pel rei...).
Pròpiament, el pagès subjecte a senyoriu territorial seria un serf sense llibertat personal, figura que en els regnes hispànics medievals s'usa, però no de forma generalitzada, i el que només ho està a un senyoriu jurisdiccional és un vassall del senyor, igual que un noble ho és d'un altre o del rei. A Espanya no hi va haver cap moment espectacular d'abolició de la servitud (només possible en circumstàncies en què la servitud es va aplicar tardanament i ja en l'Edat Moderna, com va passar a l'est d'Europa, particularment a la Rússia tsarista). La condició social dels pagesos en l'alta edat mitjana no és que fos millor, sempre en els límits de la subsistència i sotmesos a la superioritat social dels senyors, però va passar fluidament i amb el pas del temps a situacions de menor subjecció personal.

## Inicis de la Reconquesta
Al començament de la Reconquesta, sobretot a Castella, no es va permetre que nobles o eclesiàstics acumulessin tant poder territorial com ho havien fet en l'Imperi Carolingi. Les causes són, en primer lloc, que als territoris de frontera es va permetre una major llibertat dels pagesos, començant pel dret d'ocupació de la terra abandonada (l'aprisió), en segon lloc, que la figura del rei va mantenir més poder que a l'altre costat dels Pirineus.
Figures com la behetría, que permet als serfs triar senyor o la del cavaller vilà, pagès lliure capaç de mantenir armes i cavall de guerra, són propis d'aquests primers segles. Un cop allunyada la frontera, sí que van caient dins del règim senyorial, en passar a dependre d'un senyor noble o eclesiàstic.
Es comencen a utilitzar els conceptes de senyoriu com a territori sota jurisdicció d'un noble laic (senyoriu laic) o eclesiàstic (senyoriu eclesiàstic). El terme abadengo s'aplicava al senyoriu en què és un monestir el senyor, i reialenc al territori sota jurisdicció directa del rei, encara que no sense intermediaris. De fet, la principal part del patrimoni reial serien les ciutats i viles privilegiades amb furs o cartes de poblament, amb comunitats de vila i terra i alfoz, que actuaven com senyorius col·lectius a la seva terra o alfoz. Alguns autors han qualificat a les ciutats com illes en un oceà feudal, però són illes que mantenen submergit a bona part del camp.

## La baixa edat mitjana a Castella
La baixa edat mitjana va representar un augment dels senyorius jurisdiccionals, sobretot amb la nova dinastia Trastàmara, el primer rei de la qual, Enric II, va ser titllat el de les mercès per la necessitat que va haver de recompensar l'alta noblesa el seu suport a la guerra civil contra el seu germà Pere I. Moltíssims pobles i viles que abans eren de reialenc passen així a ser de senyoriu, el que no vol dir que el senyor aconsegueixi la propietat ni tan sols el domini eminent sobre les terres, sinó el conjunt de drets senyorials, que a la pràctica són el dret a percebre bona part de l'excedent de la producció, via tot tipus d'imposts. Depenent de l'habilitat i determinació per cobrar-los i de la resistència trobada en el procés, aquests drets serien més o menys opressius per als pagesos, el que va conduir a vegades a revoltes. La crisi demogràfica produïda per la Pesta de 1348 també va influir en el procés. Es podria parlar d'una refeudalización. Va ser el període de les principals revoltes antisenyorials, com les Revoltes Irmandiñes a Galícia o la Guerra dels Pagesos de Remença a Catalunya.

## Els Reis Catòlics: hereuatge i remença
Durant el regnat dels Reis Catòlics, després de les guerres civils de Castella (Primera Guerra Civil Castellana, la guerra entre Enrique IV i el seu mig germà Alfons de Castella, i la Segona Guerra de Successió castellana) i les guerres dels pagesos de remença a la Corona d'Aragó, es produeix la consolidació del règim senyorial a tota la Península, sent molt diferent la sort d'uns i d'altres, ja que l'alta noblesa castellana va quedar molt afavorida, ja que els Reis varen consentir la perpetuació a través del hereu de grans extensions de senyorius jurisdiccionals. A Catalunya especialment, els pagesos (pagesos de remença) després de la Sentència Arbitral de Guadalupe quedaran en una situació molt favorable, a través de censos emfitèutics que amb el temps els fan pagar quantitats cada vegada menors per la renda de les seves terres.
Durant tot el període següent, l'edat moderna, com s'ha definit al començament, el senyoriu es pot considerar la forma peculiar de la manera de producció feudal en la formació econòmic social de l'Antic Règim a Espanya.
Els canvis més significatius que es van produir en el període van ser un nou procés de refeudalització al voltant del segle xvii, amb la compra de jurisdiccions deguda als problemes hacendísticos del rei, que va permetre una nova classe de senyors, molts d'ells d'extracció burgesa, que aspiraven també a la propietat de la terra en un context de despoblació, formant el que es deia vedats rodons. Fins a quin punt el règim senyorial es vivia a la pràctica es pot veure il·lustrat per alguns documents, com el Memorial de Valverde.

## La fi del senyoriu
La diferenciació entre els dos tipus de senyoriu va ser vital quan l'abolició dels senyorius jurisdiccionals a partir de les Corts de Cadis va deixar en mans dels tribunals de justícia la determinació d'en quins casos els antics senyors podien conservar el seu domini eminent, convertit en plena propietat, tal com s'entén en el sistema capitalista. En el feudalisme o règim senyorial, el concepte de propietat era anacrònic, doncs tots (senyors i pagesos) compartien algun tipus de dret sobre la terra.
A Catalunya molts dels senyorius jurisdiccionals van passar a tenir ajuntament i més tard van esdevenir municipis constitucionals, el primer terç del Segle XIX. Poc després molts van ser fusionats i van ser la base de l'actual conjunt de Municipis de Catalunya. La majoria dels ens locals que hi havia fins a l'abolició de l'antic règim senyorial són actualment regions estadístiques inframunicipals, les entitats singulars de població.